# Митрофан (Бан)
Митрополи́т Митрофа́н (в миру Марко Бан; 15 марта 1841, село Главатима — 30 сентября 1920, Цетинье) — епископ Сербской православной церкви, Архиепископ Цетинский и Митрополит Черногорский.

## Биография
Родился 15 марта 1841 года в селе Главатима, општина Грбальска, в семье Георгия и Анастасии. Получил среднее образование в селе Врановичима и в Которе на сербском и итальянском языках.
В 1865 году в Монастыре святого Саввы был пострижен в монашество с именем Митрофан. 27 июня 1865 года епископом Стефаном (Кнежевичем) был рукоположён в сан иеродиакона, 2 октября 1866 года — в сан иеромонаха.
В 1867 году назначен настоятелем монастыря Подластва. В 1869 году назначен настоятелем Монастыря Морача, в сан игумена которого официально возведён 7 сентября 1870 года.
7 сентября 1877 года возведён в сан архимандрита и в это время весьма преуспел в борьбе с турками.
В сане архимандрита являлся администратором Черногорской митрополии, а также Захумско-Рашской епархии.

По желанию князя Николы I, был в 1884 году избран Митрополитом Черногорским, Бердским и Приморским. Его хиротония состоялась 18 апреля 1885 года в Исакиевском Соборе Санкт-Петербурга. Чин хиротонии совершили: митрополит Санкт-Петербургский Исидор (Никольский), архиепископ Тверской Савва (Тихомиров), Архиепископ Волынский Палладий (Ганкевич), епископ Ладожский Арсений (Брянцев), епископ Выборгский Сергий (Серафимов) и епископ Екатеринославский Серапион (Маевский). После хиротонии Митрофан был принят Александром III, который сказал: 
Мне также дорого, что Вы рукоположены в России. Что подтверждает духовную связь Русской и Черногорской церквей.
Его усилиями была реорганизована православная Церковь в Черногории, введены духовные суды, подняты уровень церковного образования, материальное обеспечение приходского духовенства, введена священническая униформа.
Не имея высшего богословского образования, митрополит Митрофан преуспел в качестве духовного писателя, публикуя свои речи, краткий церковную устав, руководство при исповеди и Семь тайн Нового Завета.
В 1905 г. Митрофан был избран депутатом Черногорской народной скупщины.

В 1910 г. Митрофан поздравил Николу I с коронацией: 
Ваше Королевское Высочество, Премилостивый Господарь, 40 лет прошло со дня нашей великой встречи, когда я поступил на службу Черногорской Церкви – на службу Вашей, Господарь, юнацкой (геройской) державы!
В 1916—1918 гг. Митрофан активно сотрудничал с австрийской оккупационной администрацией Первой мировой войны. И под давлением австрийцев он в 1916 г. осудил национальное движение черногорских комит, организованное генералом Радомиром Вешовичем.
В конце 1918 г. признал решение Подгорицкой скупщины о сербской аннексии Черногорского королевства. Он созвал Святейший Синод Черногорской православной церкви и декларировал её присоединение к Сербской церкви.
Вскоре он был избран председателем Центрального архиерейского собора как старейший по хиротонии архиерей Сербской православной церкви.
Скончался 30 сентября 1920 года в Цетинье и погребён на кладбище Цетинского монастыря.